# Gnaphosa wiehlei
Gnaphosa wiehlei är en spindelart som beskrevs av Schenkel 1963. Gnaphosa wiehlei ingår i släktet Gnaphosa och familjen plattbuksspindlar. Inga underarter finns listade i Catalogue of Life.